# Marocké královské letectvo
Marocké královské letectvo (arabsky لقوات الجوية الملكية‎, berbersky Adwas ujenna ageldan, francouzsky Forces royales air) je letectvo ozbrojených sil Maroka. 

## Historie
Marocké královské letectvo bylo založeno v roce 1956. Zpočátku disponovalo hrstkou převážně pístových letounů a vrtulníků amerického a francouzského původu a poté se výzbrojově orientovalo na Sovětský svaz, který mu v roce 1961 poskytl proudové letouny typů MiG-17, MiG-15 UTI a Il-28, ale poté co SSSR během pohraničního konfliktu mezi Marokem a Alžírskem v roce 1963 podpořil Alžírsko, došlo k roztržce a změně orientace ozbrojených sil Maroka zpět na západní techniku.
V roce 1973 byla jedna jeho peruť vyslána do Egypta, kde se zúčastnila jomkipurské války. 
Od roku 1979 se zapojilo do války na Západní Sahaře proti osvobozeneckému hnutí Polisario. 
V roce 1991 se podílelo na protivzdušné obraně Saúdské Arábie v době války v Zálivu, a od konce roku 2014 se podílí na válce proti Islámskému státu.

## Fotogalerie

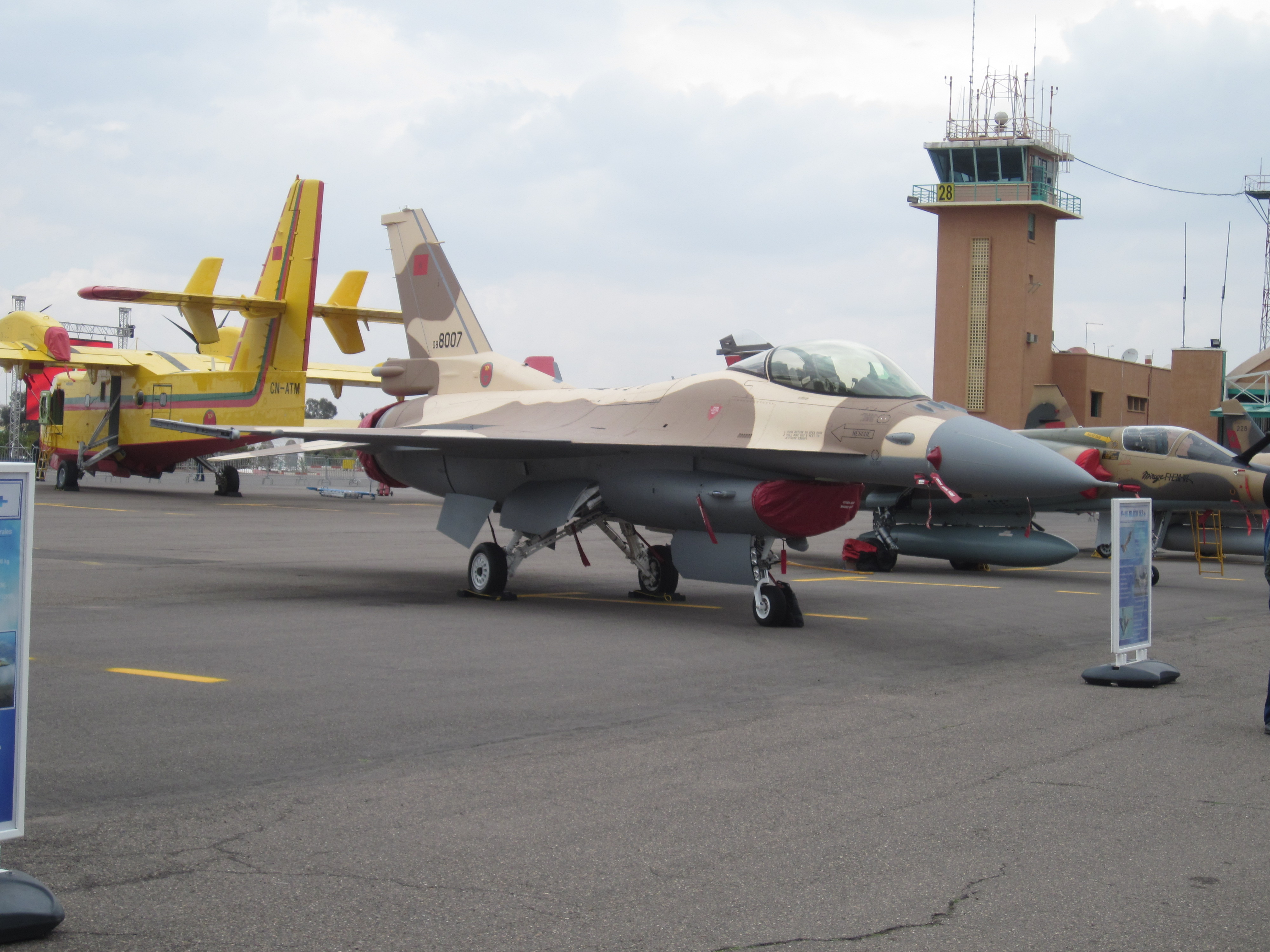
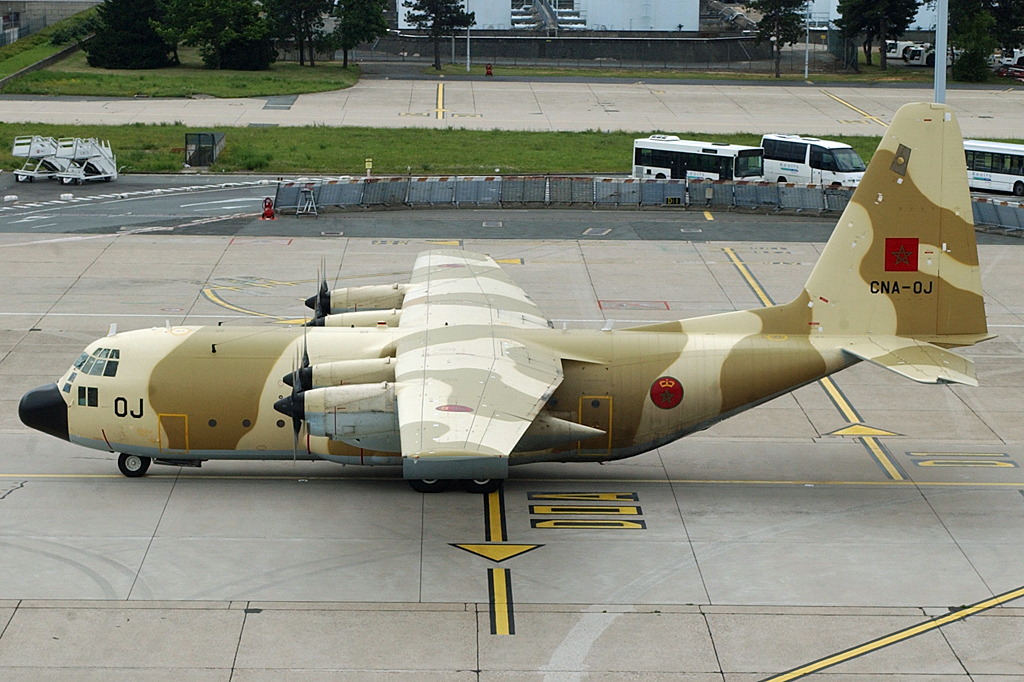
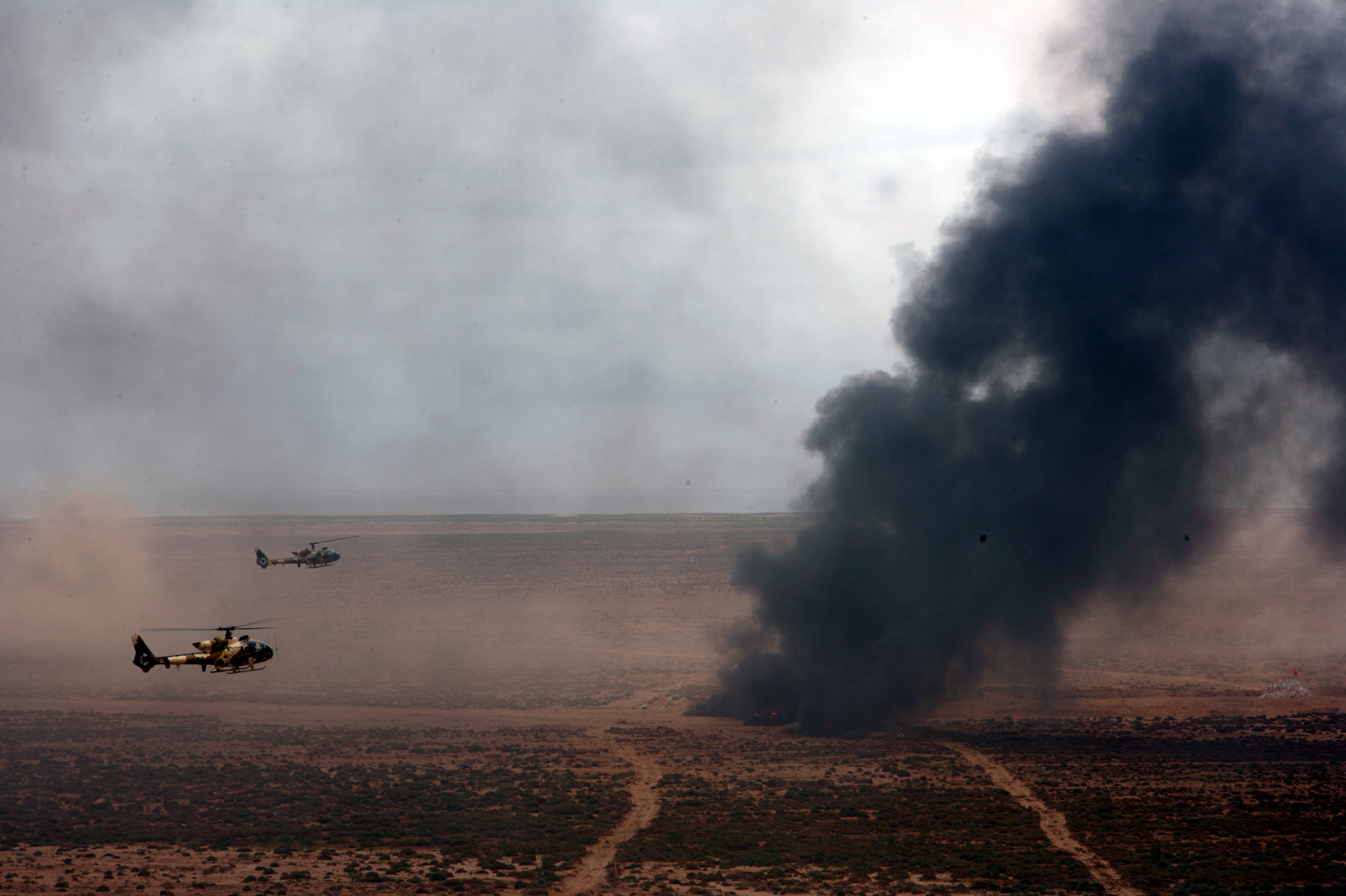
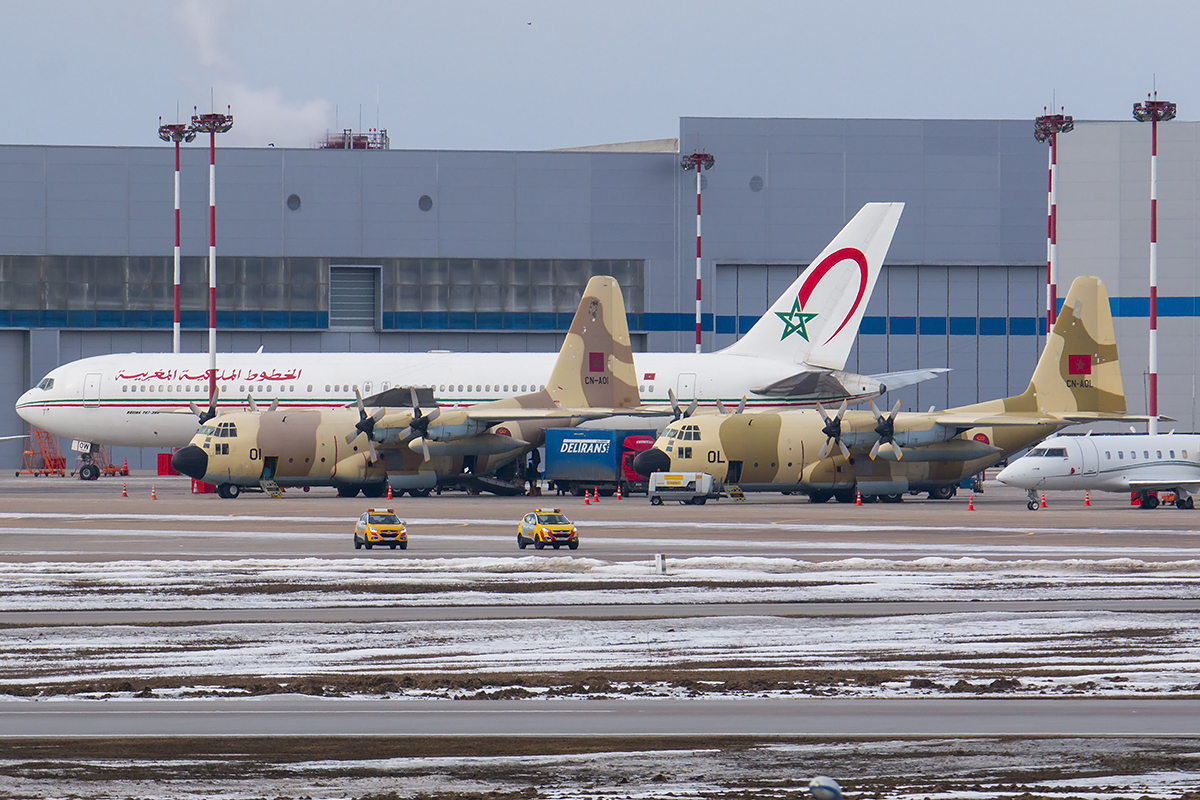
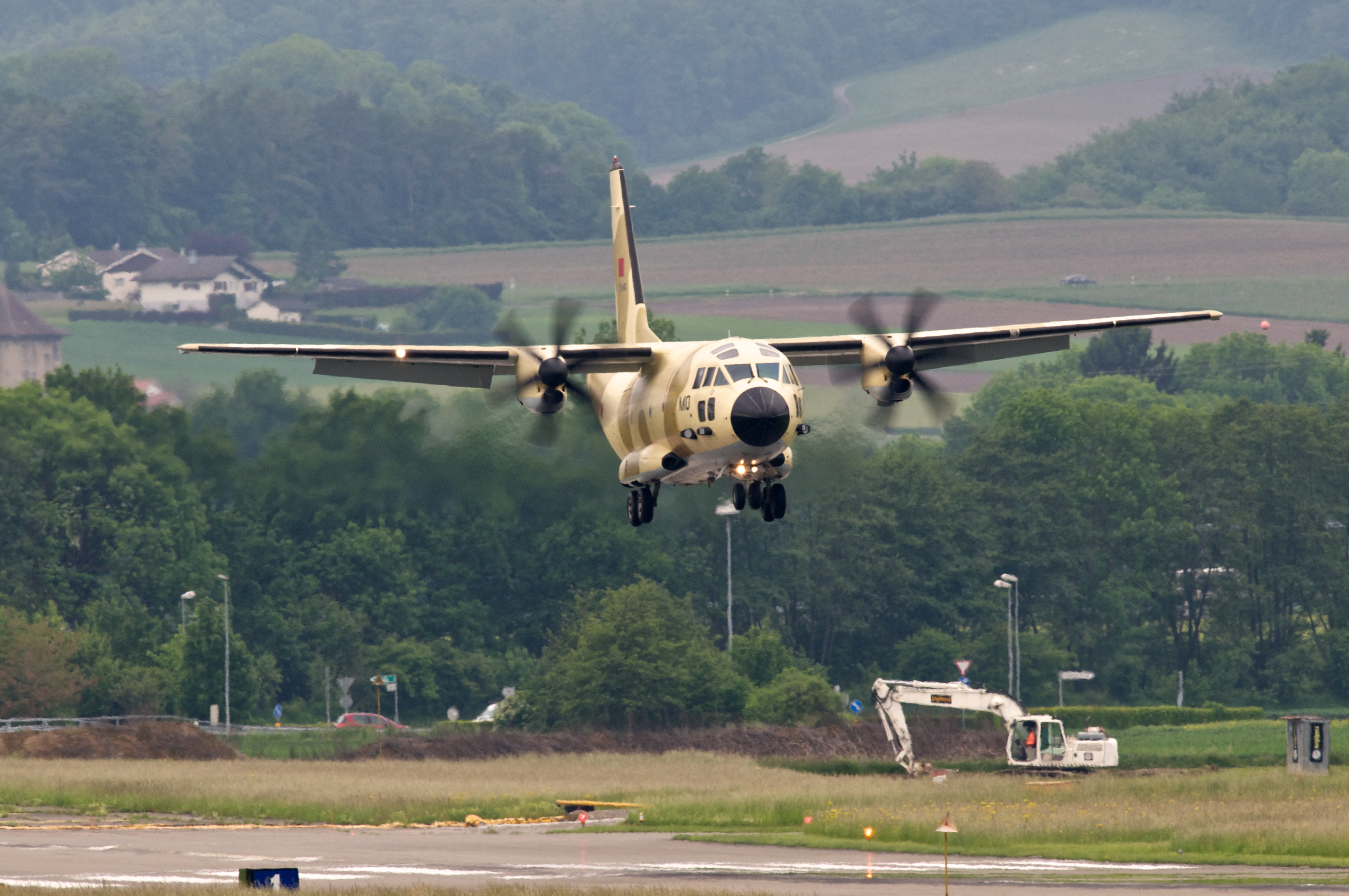
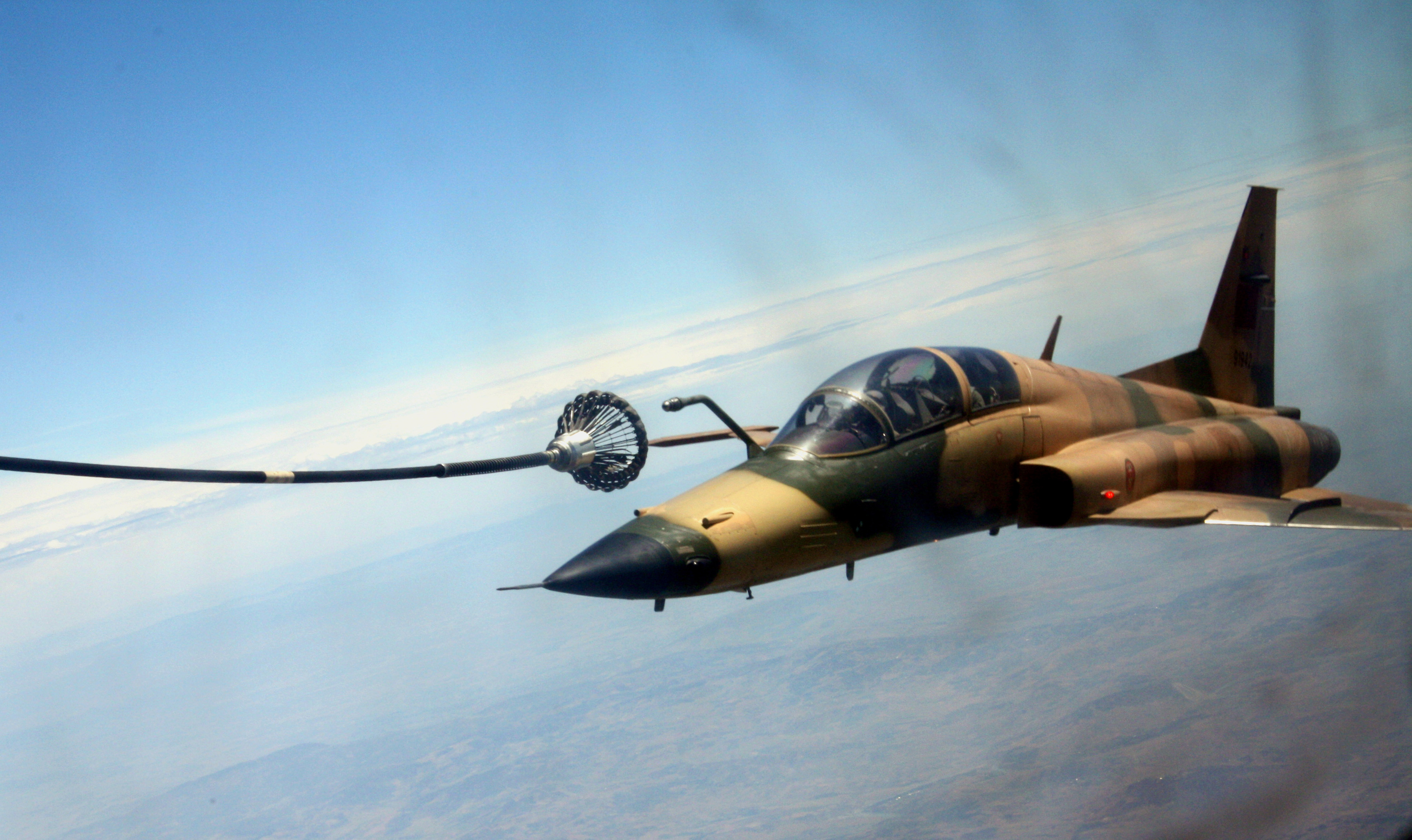

## Vybavení
| Název                                          | Fotografie     | Původ                 | Určení | Verze                                      | Ve službě      | Poznámky                                                       |                |
| Bojové letouny                                 | Bojové letouny | Bojové letouny        | Bojové letouny                                                                                            | Bojové letouny                             | Bojové letouny | Bojové letouny                                                 | Bojové letouny |
| ---------------------------------------------- | -------------- | --------------------- | --- | ------------------------------------------ | -------------- | -------------------------------------------------------------- | -------------- |
| General Dynamics F-16 Fighting Falcon Block 52 |                | USA                   | víceúčelový stíhací letoundvoumístný stíhací letoun                                                       | F-16C F-16D                                | 13 8           | Dalších 24 kusů je objednáno.                                  |                |
| Northrop F-5 Freedom Fighter Tiger III         |                | USA                   | stíhací letoundvoumístný letoun                                                                           | F-5E F-5F                                  | 22 4           |                                                                |                |
| Dassault Mirage F1                             |                | Francie               | stíhací letounvíceúčelový stíhač/stíhací bombardér                                                        | F-1CHF-1EH                                 | 15 11          | V letech 2006-2011 modernizovány na standard Mirage F1 MF2000. |                |
| Dopravní a transportní letouny                 |                |                       | |                                            |                |                                                                |                |
| Lockheed C-130 Hercules                        |                | USA                   | taktický transportní letounletoun pro tankování paliva za letuprůzkumný letounletoun pro elektronický boj | C-130HKC-130HRC-130HEC-130H                | 1921           |                                                                |                |
| Alenia C-27J Spartan                           |                | Itálie                | taktický transportní letoun                                                                               |                                            | 4              |                                                                |                |
| CASA CN-235                                    |                | Evropská unie         | taktický transportní letoun                                                                               |                                            | 7              |                                                                |                |
| Beechcraft King Air                            |                | USA                   | dopravní letoun                                                                                           |                                            | 8              |                                                                |                |
| Speciální letouny                              |                |                       | |                                            |                |                                                                |                |
| Bombardier 415                                 |                | Kanada                | hasicí letoun                                                                                             |                                            | 5              |                                                                |                |
| Dassault Falcon 20                             |                | Francie               | letoun elektronického průzkumu                                                                            |                                            | 2              |                                                                |                |
| Cvičná letadla                                 |                |                       | |                                            |                |                                                                |                |
| Dassault/Dornier Alpha Jet                     |                | Francie/ Německo      | cvičný letoun                                                                                             | Alpha Jet E                                | 19             |                                                                |                |
| Beechcraft T-6 Texan II                        |                | USA                   | cvičný letoun                                                                                             | T-6C                                       | 24             |                                                                |                |
| Bezpilotní letadla                             |                |                       | |                                            |                |                                                                |                |
| General Atomics MQ-1 Predator                  |                | USA                   | bezpilotní průzkumný letoun                                                                               |                                            | 4              |                                                                |                |
| EADS Harfang                                   |                | Izrael/ Evropská unie | bezpilotní průzkumný letoun                                                                               | EADS Harfang                               | 4              |                                                                |                |
| BAE SkyEye                                     |                | Spojené království    | bezpilotní průzkumný letoun                                                                               |                                            |                | Počet neznámý.                                                 |                |
| Vrtulníky                                      |                |                       | |                                            |                |                                                                |                |
| SA 342L Gazelle                                |                | Francie               | bitevní vrtulník                                                                                          | SA 342L Gazelle Cannon SA 342L Gazelle HOT | 12 7           |                                                                |                |
| AH-64 Apache                                   |                | USA                   | bitevní vrtulník                                                                                          | AH-64E                                     | 0              | Objednáno 24 kusů.                                             |                |
| SA 330 Puma                                    |                | Francie               | transportní vrtulník                                                                                      |                                            | 24             |                                                                |                |
| Boeing CH-47 Chinook                           |                | USA                   | transportní vrtulník                                                                                      | CH-47D                                     | 3              |                                                                |                |
| Bell 205                                       |                | USA/ Itálie           | užitkový vrtulník                                                                                         | AB-205A                                    | 47             |                                                                |                |
| Bell 206                                       |                | USA                   | užitkový vrtulník                                                                                         |                                            | 21             |                                                                |                |
| Bell 212                                       |                | USA                   | užitkový vrtulník                                                                                         |                                            | 3              |                                                                |                |
| Bell 412                                       |                | USA                   | užitkový vrtulník                                                                                         |                                            | 1              |                                                                |                |